# Melanjski Vrh
Melanjski Vrh je naselje v Občini Radenci.